# 哈什·瓦尔丹·什林格拉
哈什·瓦尔丹·什林格拉（英語：Harsh Vardhan Shringla，1962年5月1日—），又译哈尔什·瓦尔登·什林拉、席林格拉，印度外交官。

## 经历
哈什·瓦尔丹·什林格拉生于1962年5月1日。
1984年，加入印度外交服務。